# Ángel Molinari
Ángel Molinari (???? – † Argentina, ????) fue un dirigente del fútbol argentino que en 1932 se desempeñó como presidente del Club Atlético River Plate y en 1936 fue presidente de la Asociación del Fútbol Argentino. En el cementerio de Chacarita justo frente a la administración, hay una bóveda con una placa de color rojo de los años 50 como homenaje a él. 

## Presidencia
Sucesor de Luis Minuto, que terminó su mandato antes que finalice el año, Molinari fue nombrado presidente para los meses que restaban, el 20 de noviembre de 1932, River ganó su primer título en el fútbol profesional.

## Palmarés

### Como presidente
| Título              | Club        | País      | Año  |
| ------------------- | ----------- | --------- | ---- |
| Primera División    | River Plate | Argentina | 1932 |
| Copa de Competencia | River Plate | Argentina | 1932 |

- Datos: Q569007